# Jean Clausse
Pour les articles homonymes, voir Clausse.
Jean Clausse (né le 4 septembre 1936 à Nancy et mort le 17 février 2020 à Flavigny-sur-Moselle) est un athlète français, spécialiste des courses de demi-fond.

## Biographie
Jean Clausse remporte deux titres de champion de France du 1 500 mètres en 1961 et 1962, représentant le CA Nancy.
Il remporte la médaille d'argent du 1 500 m lors des Jeux méditerranéens de 1959 à Beyrouth au Liban.
En 1961, il établit un nouveau record du monde du relais 4 x 1 500 m en 15 min 4 s 2 avec Robert Bogey, Michel Jazy et Michel Bernard. En 1962, il participe aux Championnats d'Europe à Belgrade.

## Palmarès
- Championnats de France d'athlétisme :
  - vainqueur du 1 500 m en 1961 et 1962.

## Records
| Épreuve | Performance  | Lieu | Date |
| ------- | ------------ | ---- | ---- |
| 1 500 m | 3 min 43 s 5 |      | 1962 |